# Stefan Kiechl
Stefan Kiechl (* 7. August 1965) ist ein österreichischer Neurologe. Er ist seit 2019 Inhaber des Lehrstuhls für Neurologie an der Medizinischen Universität Innsbruck und Direktor der Universitätsklinik für Neurologie am Landeskrankenhaus Innsbruck.

## Leben
Stefan Kiechl maturierte 1984 und studierte anschließend Medizin. 1990 promovierte er sub auspiciis praesidentis rei publicae. Nach seiner Facharztausbildung in Neurologie und Psychiatrie spezialisierte er sich in Epidemiologie und Biostatistik, wobei er sich seit über zwei Jahrzehnten auf die Gefäßalterung und die Pathogenese der Arteriosklerose sowie die Akuttherapie des Schlaganfalls konzentrierte.
Er hat über 300 Publikationen wissenschaftlichen Zeitschriften veröffentlicht, einschließlich bedeutender Arbeiten zur spermidinreichen Ernährung. Er hat laut Scopus einen h-Index von 89 (2025).

## Auszeichnungen
Kiechl erhielt zahlreiche Auszeichnungen, darunter die Nominierung für den Wittgenstein-Preis und den ESO Research Excellence Award. Er wurde als Highly Cited Researcher 2018 ausgewiesen und gehörte 2018 zu den Winners des Outstanding Reviewers Award Stroke der American Heart Association, die jährlich die zehn besten Reviewer auszeichnet.

## Verbindung zu Fachgesellschaften
Stefan Kiechl ist aktuell Präsident der Österreichischen Schlaganfallgesellschaft, Mitglied der Österreichischen Gesellschaft für Neurologie, der Europäischen und der Welt-Schlaganfallgesellschaft. Zudem ist er Editorialist  von renommierten Wissenschaftsjournale wie Lancet, JACC oder Circulation.

## Privates
Er ist verheiratet und Vater zweier Töchter.

## Veröffentlichungen
- als Herausgeber mit Wilfried Lang und Wolfgang Lalouschek: Nach einem Schlaganfall: Informationen für Patienten und Angehörige. 2., aktualisierte  Auflage. Verl. Holzhausen, Wien 2014, ISBN 978-3-902976-38-3 (160 S.).